# Rosdorf, Niedersachsen
Rosdorf är en kommun och ort i Landkreis Göttingen i förbundslandet Niedersachsen i Tyskland.
De tidigare kommunerna Atzenhausen, Dahlenrode, Dramfeld, Klein Wiershausen, Lemshausen, Mengershausen, Obernjesa, Settmarshausen, Sieboldshausen och Volkerode uppgick i Rosdorf 1 januari 1973.